# マジックミラー
マジックミラー (英語: magic + mirror) は、明るい側からは鏡に見えるが暗い側からは向こうが見えるという用途に使われるビームスプリッターである。ミラーガラスとも。透過率と反射率（後述）が等しいものはハーフミラーと呼ぶ。
「magic mirror」は和製英語で、英語では「one‐way mirror」などという。英語で「magic mirror」というと「魔法の鏡」のことである。

## 原理

### 基本原理
マジックミラーは、入射した光の一部を反射し、一部を透過させる。
これを明るい部屋（あるいは野外）と暗い部屋の間に置くと、明るい側からの光の一部が反射することによりそちらからは鏡に見え、一部が透過することにより向こう側（暗い側）からは半透明な窓に見える。
暗い側からの光も同様に、一部が反射し一部が通過しているのだが、光量が少ないため明るい側からの光にかき消されてしまう。

### 構造

#### 反射膜によるもの
板ガラス、あるいはアクリルなどの有機ガラスに、反射膜をごく薄く形成し、半透明にする。反射膜としては錫や銀のめっきや蒸着が使われる。反射光と透過光の割合は反射膜の厚みで調整でき、薄いと透過光が、厚いと反射光が増える。これを非常に厚くし透過光を0にしたものが通常の鏡である。
鏡同様、反射膜を保護するために保護層をその上に形成する。ただし、鏡では保護層として不透明な塗装がなされるが、マジックミラーでは光が透過しなければならないので、透明な樹脂塗装をしたり、ガラスの薄板やプラスチックフィルムなど透明な層を接着する。

#### その他
偏光ガラスを使い、偏光の向きにより反射と透過を区別するマジックミラーもある。非偏光の光に対しては反射率・透過率は一定だが、一度何かに反射した光は偏光しているため、反射率・透過率が変わってくる。
ビームスプリッターにはプリズムを使ったものもあるが、薄板にする必要があるなどの理由で、マジックミラーには適さない。

### 表と裏
マジックミラーには構造上の表と裏はあるが、光学的な非相反性はほとんどない。つまり、表からの光に対しても裏からの光に対しても同じように振舞う。片側からしか向こうが見えないのは、そちら側が暗いためであり、裏返しても見える側と見えない側が入れ替わることはない。
漫画や映像作品に於いて「マジックミラーとは表からは透視でき、裏からは鏡にしか見えないもの」と言う誤解が見られるが、あくまで“暗い側からは見えやすく明るい側からは見えにくいガラス”なので、そもそも表や裏のあるものではない。特に屋外に面して設置すると、昼と夜で透視できる面が逆転することになる。
光を片側だけに通す素材は光学素子レベルでは存在し、光アイソレータ (optical isolator) と呼ばれる。

### 仕組み

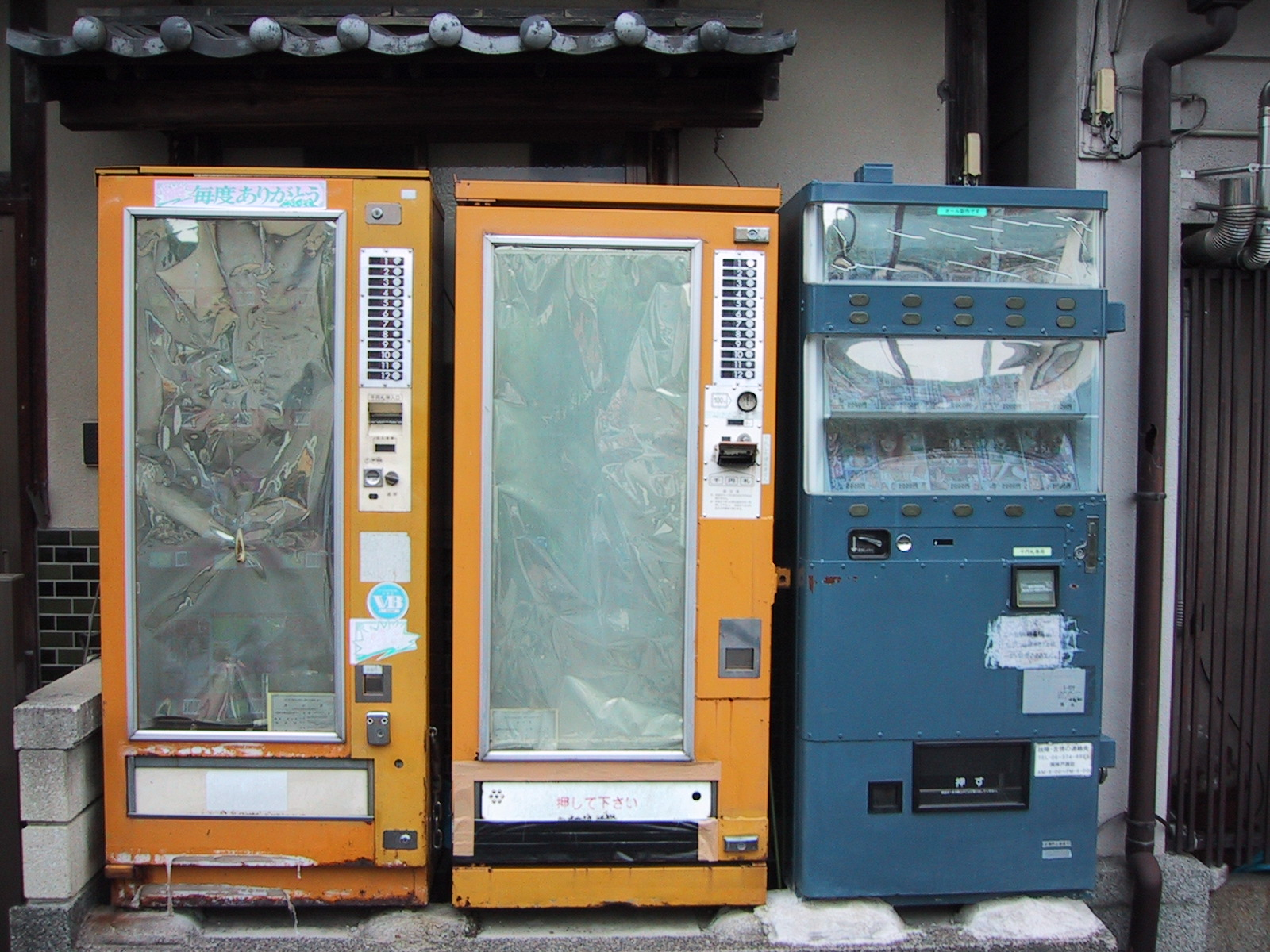
自販機本

マジックミラーは入射光の一部を反射し、一部を透過させる性質を持つ。
例えば電灯をつけた明るい部屋と電灯のない暗い部屋をマジックミラーで仕切った場合、明るい部屋からマジックミラーを見ても、暗い部屋から透過する弱い光に重なって、明るい部屋から反射した強い光が目に届くため、自分の居る部屋の様子が映った鏡のようにしか見えない。逆に暗い部屋からマジックミラーを見た時は、暗い部屋から反射する弱い光に重なって、明るい部屋から透過してくる強い光が目に届くので、マジックミラー越しに明るい部屋の様子が見える。これが、マジックミラーの仕組みである。
そのため、顔をマジックミラーに近づけて光を遮るように覗けば、明るい部屋からでも邪魔な反射光が弱くなって、向こう側が見えるようになる。
なお、一般のガラスでも夜になると鏡のように見えることがあるが、これも同じ原理である。マジックミラーと比べて反射する割合は低いものの、入射光の一部を反射して一部を透過させる性質は持っているので、同様の状態になり得る。この場合は当然、暗い外から明るい室内の様子を見ることが出来る。

## 用途
マジックミラーは一般に、明るい環境では鏡にしか見えないが、マジックミラーをはさんで暗い側から見ると、鏡の向こう側を鏡ごしに見ることが出来る。この性質を様々な用途に応用している。

### 匿名性保護
これは警察の取調室において被疑者の「面通し」のために目撃者に確認してもらうのに用いることがある（首実検）。またかつてはドアののぞき窓に用いられたこともある。これは見る側が見られる側に見られないためのプライバシー保護（→匿名）の意図があってのことで、これにより被疑者に逆恨みされることなく被害者や目撃者が確認できると考えられている。

### 光線からの目の保護

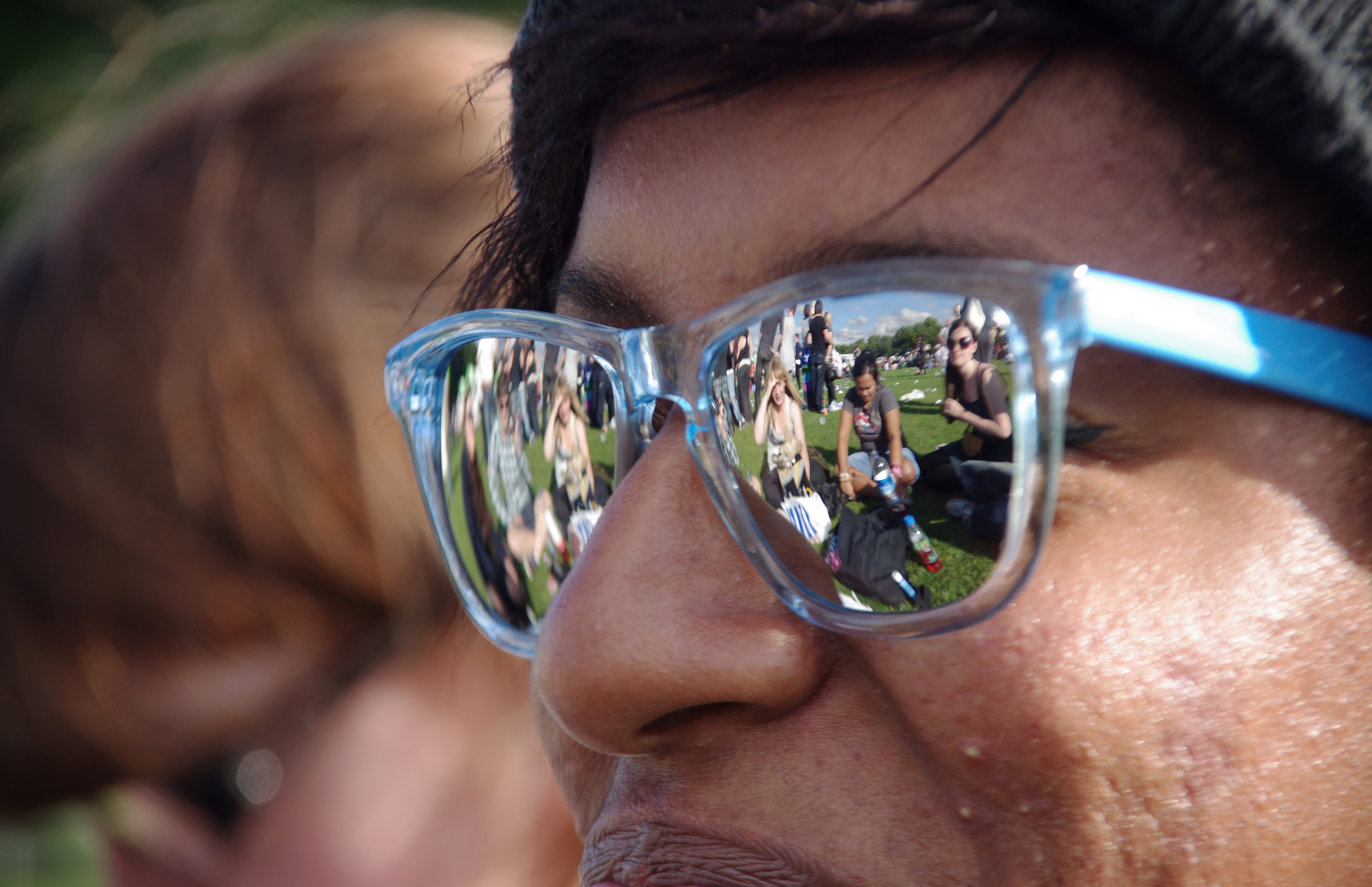
ミラーグラス

サングラスに応用したものは、ミラーグラスと呼ばれる。これは光の透過量が極めて少なくなるため、強い光から目を守るために利用される。
光を（反射ではなく）吸収する通常のサングラスでも同様の効果を得られるが、特に紫外線など波長が短く目に有害な光線を効率よく遮断することができる。また、偏光レンズを使った場合は、水面での反射光などまぶしさの元になる光を選択的に反射させられる。
ミラーグラスでは、レンズの裏に後方や自分の顔が反射して映り視界の妨げになるので、レンズを顔に沿って曲げて伸ばしたり不透明なカバーをつけたりして隙間をなくしレンズの裏側に光が入らないようにした「ラップ型サングラス」にすることもある（通常のサングラスでも多少の反射があるためラップ型にすることがある）。
ヘルメットのバイザーに用いた場合、側面から光線が入るとバイザー内部で光が乱反射するなどして、場合によっては一瞬にして前方視界が全く見えなくなる危険性がある。このため、強い紫外線からの防御を優先すべき宇宙服や航空機用のヘルメット以外ではあまり用いられない。宇宙服の場合、熱と紫外線遮断と同時に可視光線の透過率を高めるために純金が蒸着されている。金は他の金属に比べて延性が高いため、薄く貼り付けることが可能である。
オートバイ用乗車ヘルメットでは光の透過率が高いミラーバイザーなどは存在するが、こちらは外から見ると光の反射加減で虹色に見えるなど、厳密な意味でのマジックミラーではない。なお放射線防護服では光線ではなく放射線から目や顔を防護するために金属皮膜を用いたバイザーも使われるが、これも外から見ると虹色に見える。

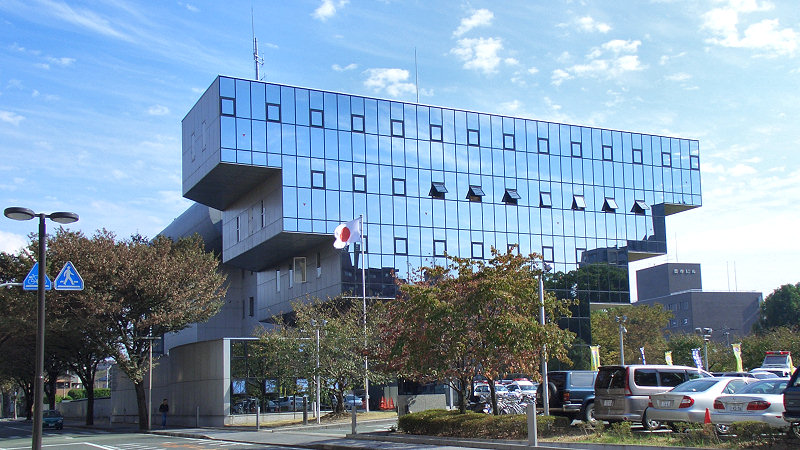
風景が映り込むミラーガラス（熊本中央警察署）
中からは風景を見ることもできるが、外からは鏡にしか見えない。周囲では西日が乱反射すると非常に眩しいこともある。

### 建築物
窓ガラスのシールとして用いると、内側から見えるが外側からは見えない状況を作り出すことが出来る。もちろん夜間はその逆となってしまう。しかし赤外線を遮断することで断熱効果もあるため、高層ビルなどではビル装飾と省エネルギーなどの観点から利用されているが、鳥が激突する、建物の形状によっては光が集まってしまい（凹面鏡）、収斂発火がおきやすくなるなどの弊害がある。

### 光学部品

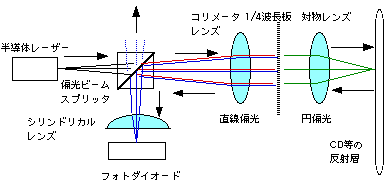
ビームスプリッター

例えば光ディスクなど光学記憶媒体の読み出しでは、媒体表面に照射した半導体レーザーを反射させて、その反射具合で記録された情報を読み出す。この過程でビームスプリッターと呼ばれる分光器の一種が使われるが、これは「ハーフミラー」とも呼ばれる。
その一方で、プロジェクタの内部部品として複数の光源からの映像を合成するためにハーフミラーと呼ばれる板状の光学部品が使われることもある。こちらは一方からの光のみ反射させ、直進してきた光線と合成させることで複数光源に拠る明るい映像を得るために利用される。
プロジェクターやスライド映写機に利用されるコールドミラーと呼ばれるものでは、赤外線は透過するが可視光線は反射するという選択性を利用して、プロジェクタ内の液晶パネルやスライド映写機のフィルムの過剰な温度上昇を防ぐ機能がある。

### 手品での使用
マジックミラーの性質を利用して、手品に使用されていた。
舞台上のアシスタントに手品師が呪文を唱えると徐々に骸骨に変わる、といった類のマジックである。仕組みは、観客からの死角に骸骨を用意しておき、照明の強弱を利用して合成して見せるものである。
今日ではマジックミラーの存在がそれほど珍しくなく一般にもよく知られているため、余りそのものとして見世物（興行）が行われることはないが、これを利用したお化け屋敷の出し物や玩具、あるいは視覚効果として利用した博物館の展示物もみられる。

### アダルトビデオ
マジックミラーを全面に取り付けた部屋を車体後部に搭載しているアダルトビデオ撮影用のスタジオ。マジックミラー号と呼ばれている。マジックミラーの原理を使い部屋の外からは行為が見えないようになっている。行為中は車体が揺れるので分かりやすい。

## その他
2019年4月21日生まれの競走馬で、「マジックミラー」と名付けられた馬がいる。姉に「デラベッピン」を持つ。